# M1919 브라우닝 기관총
브라우닝 M1919 기관총(M1919 Browning Machine Gun)는 존 브라우닝이 설계한 화기중 하나로서, 수냉식인 브라우닝 M1917 기관총을 공냉식으로 바꾸어 간략화한 변형으로, 보다 가볍고 물 없이도 쓸 수 있게 되었다. 제2차 세계 대전에서 처음으로 선보였고, 이후로는 한국 전쟁까지 타 중화기들과 같이 주력으로 쓰였다. 베트남 전쟁에서까지 쓰인 브라우닝 M1919는 전쟁 초기 이후, M60 기관총에 의해 대체되었다.

## 변형

### 미국군 변형
- M1919A1: 경량형 총열과 양각대가 추가됨.
- M1919A2: "기병대" 기관총. 짦고 무거운 총열, 삼각대로 교체.
- M1919A3: M1919A2의 개량형.
- M1919A4/A4E1: 장비 장착형. A4E1는 연장된 장전 손잡이를 사용.
- M1919A5: A4의 장비 장착형, 연장된 장전 손잡이.
- M1919A6: M1919A4의 보병용 경기관총. 개머리판과 양각대를 사용.
- AN/M2: 항공기 장착형. M134 미니건이 AC-47 스푸키에 장착되기 전까지 쓰였다.
- M37: M1919A4E1와 A5의 동축변형. 급탄 방향을 선택할 수 있다. 7.62 × 51 mm NATO탄를 사용.
- Mk 21 Mod 0/1: 7.62 mm으로의 미국 해군의 변형판.

### 수출판 변형
- 브라우닝 Mk 1/2: .303 구경을 채용. 제2차 세계 대전 당시 영국 항공기에 탑재하여 사용. AN/M2와 유사.
- FN 브라우닝 mle 1938: 파브리크 나시오날 드 에르스탈에서 생산.  7.5 mm MAS탄, 1939년부터 1942년까지 미국제 항공기용으로 채용.
- L3A1-A3/A2-A4: 영국 연방 디자인, 영국과 오스트레일리아 채용. M1919A4의 고정형(A1-A3)과 유연형(A2-A4)이다. A3,A4는 Sear hold-open가 개조됨.
- MG A4: 오스트리아군용 M1919A4의 재식명.
- MG4: 남아프리카 공화국 국방부(South African National Defence Forces, SANDF)가 면허 생산한 M1919A4로 프레토리아의 리틀턴 엔지니어링(Lyttleton Engineering)에서 생산.
- C1/A1, C5/A1: M1919A4의 캐나다에서의 허가생산. 7.62 × 51 mm탄을 사용, 고정형(C1)과 유연형(C1A1)으로 나뉘고, C5과 C5A1은 C1과 C1/A1의 개량형.
- Mg M/52-1, Mg M/52-11: 덴마크군용 M1919A4 및 M1919A5의 제식명.
- Ksp m/42: 1975년 스웨덴용 M1919의 개조/면허생산. 6.5 × 55 mm와 8 × 63 mm탄을 사용. Ksp m/42B는 경량화된 양각대, 견착식 개머리판, 6.5 x 55 mm 탄(전)과 7.62 x 51 mm탄(후)을 사용.
- Ckm wz.32: M1919의 폴란드 면허 생산형. 7.92 x 57mm 마우저탄을 사용. Ckm wz.30과 유사.

### 민간 변형
- 콜트 MG40: 항공기용 기관총. .30-06 스프링필드와 7 mm 마우저탄을 쓰는 변형이 있다.

## 같이 보기
- 브라우닝 M1917 기관총
- 브라우닝 M2 기관총